# Plužna
Plužna so naselje v Občini Bovec. Gručasto naselje nad dnom Bovške kotline leži na morenskih nanosih na zgornji konglomeratni terasi, na vznožju Kaninskega pogorja (Visoki Kanin, 2587 m).
K vasi spadajo še niže ležeči zaselki Podklopca, Pod Turo in Podčela ter posamezne samotne domačije. Nekatere stavbe so preurejene v počitniške hiše. Nad jedrom stoji cerkev sv. Miklavža. Kraj se omenja že leta 1285.
Iz vasi vodi makadamska pot k izviru potoka Gljun. Močan kraški izvir Virja pada v slapu v umetno jezero, od koder so speljane cevi do hidroelektrarne Plužne, zgrajene leta 1928. Blizu izvirov je obdobni bruhalnik, ki bruha vodo iz kraške jame Srnice z dvema vhodoma.
Za Kaninsko pogorje so značilni visokogorske kraške oblike in sledovi delovanja ledenikov, znano pa je predvsem po najviše ležečem smučišču na Slovenskem. Na Kaninskih podih je 911 m globoko Skalarjevo brezno. Črnelsko brezno s sigastimi tvorbami, globoko 1198 m, je eno najglobljih na svetu. Pod Hudim Vršičem je 365 m globoka stopnja, najgloblje notranje brezno na svetu. Pod Prestreljenikom (2498 m) je veliko naravno okno.